# Короче (фильм)
«Короче» (англ. Downsizing; дословно — «Уменьшение») — американская фантастическая драма режиссёра Александра Пэйна. Премьера фильма в США состоялась 22 декабря 2017 года. В России фильм вышел 1 февраля 2018 года.

## Сюжет
Близкое будущее. Учёные нашли неожиданное решение проблемы перенаселения планеты. Норвежский учёный Асбьёрсен изобрёл методику уменьшения людей. Линейные размеры уменьшаются примерно до 12 см, объём и масса — примерно в тысячу раз. После возникновения первой коммуны маленьких людей идея быстро завоёвывает популярность. В городе маленьких людей Кайфавиле (Leisureland) жизнь выглядит весьма привлекательной, при пересчёте на «маленькую» валюту обыватели становятся богачами и могут себе позволить жизнь, о которой и не мечтали. Супруги Пол и Одри Сафранек решают порвать с трудной жизнью, в которой не могут вырваться из зависимости от банковских кредитов, и уменьшиться. В последний момент Одри передумала, тогда как Пол уже прошёл необратимую процедуру. Между ними происходит размолвка и затем — развод. Полу приходится жить одному — и реальность существования «коротышек» оказалась не столь радужной. Пол знакомится с беженкой из Вьетнама Нгок Лан Трэн, подвергнутой процедуре принудительного уменьшения правительством её страны. После бегства в США в коробке из-под телевизора она повредила ногу и её пришлось ампутировать. Нгок работает уборщицей в доме богатого соседа Пола, Душана. Пол узнаёт, что за пределами Кайфавиля, так же, как и в больших городах, есть трущобы, в которых живут те, кто обеспечивает безмятежное существование жителей города.
Сосед Пола Душан приглашает его посетить Норвегию, первую коммуну доктора Асбьёрсена. Пол отправляется в путешествие с Нгок. Пол узнаёт, что истинной причиной изобретения процедуры уменьшения была необходимость выживания в грядущей глобальной экологической катастрофе. Асбьёрсен организовал убежище в скалах одного из фьордов, считая, что население Земли не выживет в катаклизме после глобального потепления. Он приглашает Пола и Нгок присоединиться к команде выживания. Нгок отказывается, а вместе с ней отказывается и Пол. Он возвращается в Кайфавиль и посвящает себя помощи людям, выживающим в трущобах.

## В ролях
| Актёр             | Роль                     |
| ----------------- | ------------------------ |
| Мэтт Дэймон       | Пол Сафранек             |
| Кристоф Вальц     | Душан Миркович           |
| Хонг Чау          | Нгок Лан Трэн            |
| Кристен Уиг       | Одри Сафранек            |
| Рольф Лассгорд    | доктор Йорген Эсбьернсен |
| Ингьерд Эгеберг   | Анна-Елена Эсбьернсен    |
| Удо Кир           | Конрад                   |
| Джейсон Судейкис  | Дэйв Джонсон             |
| Мэрибет Монро     | Кэрол Джонсон            |
| Нил Патрик Харрис | Джефф Лоновски           |
| Лора Дерн         | Лора Лоновски            |
| Керри Кенни       | Кристен                  |
| Дон Лейк          | Мэтт                     |

## Съёмки
Основные съёмки фильма начались 1 апреля 2016 года в Торонто, Онтарио, в Канаде, и Йоркском университете. Съёмки также проходили в Омахе, Лос-Анджелесе, и в Тролльфьорде.
Первоначально планировалось, что главную роль исполнит Риз Уизерспун.

## Отзывы
Критики оценили фильм средне. На сайте-агрегаторе Rotten Tomatoes картина имеет рейтинг 47% на основании 301 критических отзывов.

## Награды и номинации
| Премия                              | Категория                            | Номинант       | Результат |
| ----------------------------------- | ------------------------------------ | -------------- | --------- |
| «Золотой глобус»                    | Лучшая женская роль второго плана    | Хонг Чау       | Номинация |
| «Выбор критиков»                    | Лучшая женская роль второго плана    | Хонг Чау       | Номинация |
| Премия Гильдии киноактёров США      | Лучшая женская роль второго плана    | Хонг Чау       | Номинация |
| «Сатурн»                            | Лучший фильм-фэнтези                 |                | Номинация |
| «Спутник»                           | Лучшая работа художника—постановщика | Стефания Келла | Номинация |
| Национальный совет кинокритиков США | Топ 10 лучших фильмов года           |                | Победа    |
| Венецианский кинофестиваль          | «Золотой лев»                        | Александр Пэйн | Номинация |